# Piotr Maksakow
Piotr Konstantinowicz Maksakow, ros. Петр Константинович Максаков (ur. 8 października 1898 r. w Baku, zm. ?) – radziecki wojskowy (podpułkownik), wykładowca w Oficerskiej Szkole Wojsk Wschodnich, dowódca oddziału szkoleniowego sztabu 1 Dywizji Piechoty III Rzeszy, a następnie dowódca 5 Rezerwowego Pułku Piechoty Dywizji Sił Zbrojnych Komitetu Wyzwolenia Narodów Rosji podczas II wojny światowej.
W 1916 r. przeszedł kurs szkoleniowy w 153 Bakinskim Pułku Piechoty. Brał udział w wojnie domowej w Rosji. Na początku stycznia 1918 r. wstąpił do Oddziału Bakinskiego Czerwonej Gwardii. Objął dowództwo plutonu karabinów maszynowych. Pod koniec października tego roku został dowódcą oddziału karabinów maszynowych Astrachańskiego Oddziału Czerwonej Gwardii. Od początku marca 1919 r. dowodził oddziałem karabinów maszynowych Saratowskiego Pułku Strzeleckiego. Pod koniec kwietnia tego roku objął funkcję dowódcy oddziału sztabowego 1 Dońskiej Dywizji Kawalerii. Został ranny w obie nogi. Od końca stycznia 1921 r. dowodził samodzielnym plutonem 1 Pułku Dywizji Azerbejdżańskiej. W połowie grudnia 1922 r. został przeniesiony do rezerwy. 
Do służby czynnej powrócił pod koniec października 1923 r., kiedy został młodszym instruktorem w saratowskiej szkole kawaleryjskiej. W połowie listopada 1924 r. ponownie znalazł się w rezerwie. Od połowy lipca 1925 r. był zastępcą dowódcy plutonu 29 Samodzielnej Kompanii Konwojowej Saratowskiego Czeka. Na początku lipca 1927 r. objął dowództwo kompanii 18 Samodzielnego Batalionu Konwojowego. Na początku lipca 1931 r. został dowódcą plutonu w szkole młodszych oficerów 3 Dywizji Konwojowej. Od końca września 1932 r. dowodził 18 Samodzielnym Batalionem Konwojowym. W połowie maja 1933 r. został dowódcą oddziału strzelców wyborowych 7 Pułku Konwojowego. Od końca stycznia 1935 r. przebywał w rezerwie. Pod koniec maja 1936 r. objął dowództwo kompanii 190 Samodzielnego Batalionu Budowlanego. Pod koniec kwietnia 1937 r. został wykładowcą taktyki na wyższych kursach korpusu oficerskiego "Wystrieł", zaś w połowie sierpnia 1939 r. w szkole piechoty w Kazaniu. W tym samym roku awansował do stopnia majora. W połowie listopada 1939 r. powrócił na stanowisko wykładowcy taktyki na wyższych kursach korpusu oficerskiego "Wystrieł". 
W 1941 r. został podpułkownikiem. Pod koniec września tego roku dostał się do niewoli niemieckiej. Przebywał w różnych obozach jenieckich. W 1943 r. wstąpił do Rosyjskiej Armii Wyzwoleńczej (ROA). Wykładał w oficerskiej szkole wojsk wschodnich w Mariupolu. Od końca 1944 r. znajdował się w rezerwie oficerskiej Sił Zbrojnych Komitetu Wyzwolenia Narodów Rosji. W marcu 1945 r. w stopniu podpułkownika stanął na czele oddziału szkoleniowego sztabu 1 Dywizji Sił Zbrojnych KONR. Od kwietnia tego roku dowodził 5 Zapasowym Pułkiem Piechoty Dywizji. 12 maja, po rozpuszczeniu dywizji, został schwytany przez funkcjonariuszy Smiersza. Po deportowaniu do ZSRR skazano go w procesie na karę 10 lat łagrów i 5 lat pozbawienia praw obywatelskich. Karę odbywał w obozach w Mordowii. W połowie lipca 1955 r. został wypuszczony na wolność. Dalsze jego losy są nieznane.